# Fleckenbrust-Zaunkönigstimalie
Die Fleckenbrust-Zaunkönigstimalie (Elachura formosa, Syn.: Spelaeornis formosus) ist eine kleine Singvogelart, die vom Osten Nepals über Bhutan, das bergige nordöstliche Indien, Nordost-Bangladesch, den Norden und Westen Myanmars bis Südostchina, Laos und in den Norden Vietnams vorkommt.

## Beschreibung

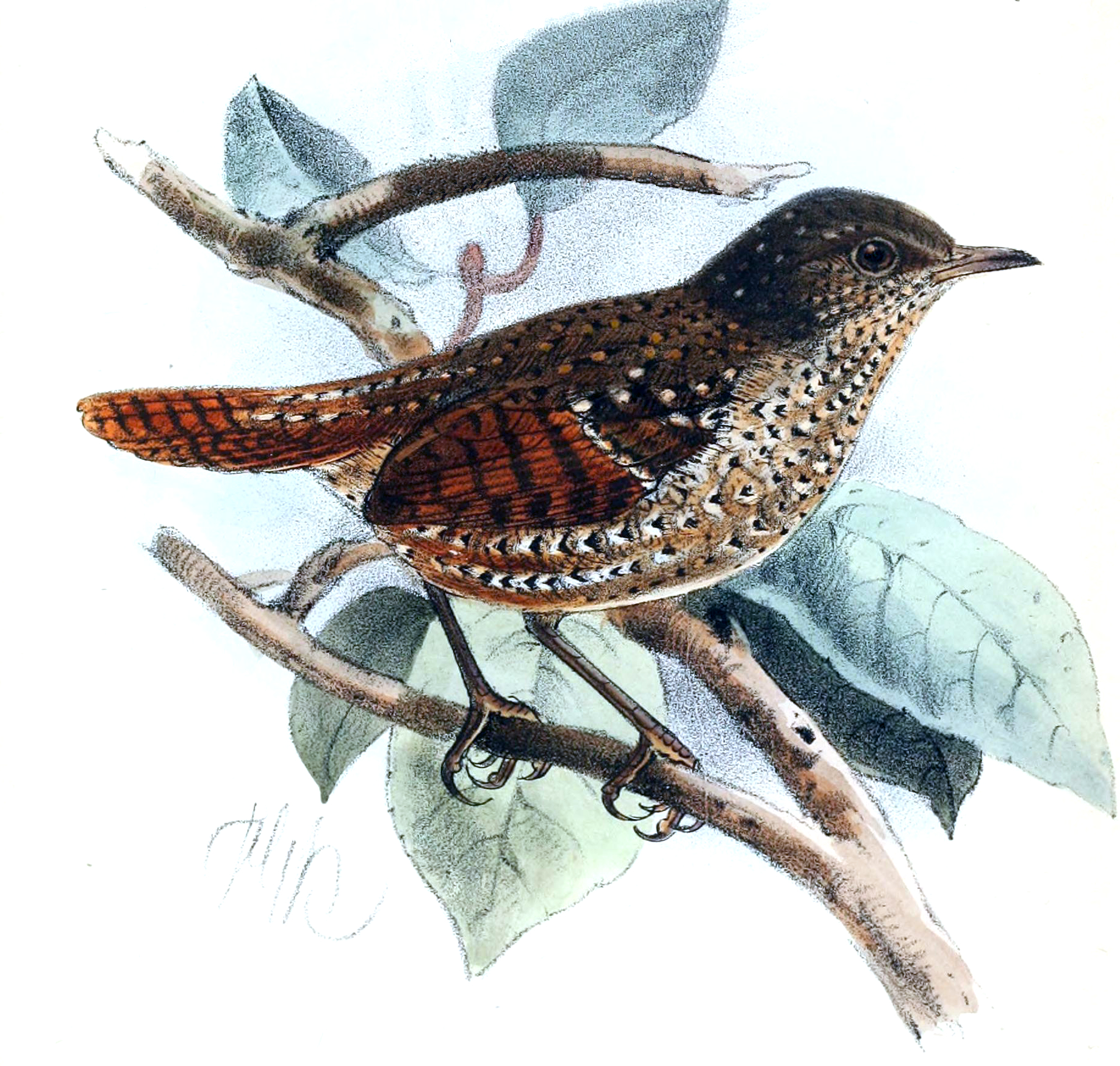
Fleckenbrust-Zaunkönigstimalie, Zeichnung von John Gerrard Keulemans

Die Fleckenbrust-Zaunkönigstimalie erreicht eine Kopf-Rumpf-Länge von 10 cm. Kopf, Hals und die oberen Körperseiten sind matt braun-grau und mit kleinen, weißen Punkten gemustert. Die Oberschwingen und der Schwanz sind rostbraun und mit schmalen schwarzen Streifen gebändert. Die Unterseite ist hellbraun und mit kleinen schwärzlichen Punkten und Linien sowie weißen Flecken gemustert. Die Iris ist braun, Schnabel und Beine hornfarben. Die Geschlechter lassen sich am Gefieder nicht unterscheiden. Jungvögel sind dunkler und zeigen eine stärkere weiße Fleckung.
Der Gesang der Fleckenbrust-Zaunkönigstimalie besteht aus einem dünnen, stockenden, sehr hohen, langgezogen klingenden „ti-ti-ti-i tit-si-ii ti-ti-ti-i tit-si-ii ...“ oder „tit-tit-ti -i-tit-tit tsii-ii-tit-tit ti-i-ii-tsii“ mit einem undeutlichen, schwer zu hörenden „si-ii“ und „sii-ii“. Außerdem stößt sie eventuell ein “put-put-put…”-artiges Trillern aus.

## Lebensraum
Die Fleckenbrust-Zaunkönigstimalie lebt im Unterholz und in Dickichten in feuchten, gemäßigten und subtropischen Laubwäldern, immergrünen Wäldern und Rhododendrenbeständen. Ihr Lebensraum, oft in der Nähe von Bächen oder in steilen Schluchten, ist durch intensiven Farnbewuchs, bemooste Felsen und Stämme von umgestürzten Bäumen geprägt. Die Höhenverbreitung reicht auf dem Indischen Subkontinent von 300 bis 2400 m; in Südostchina kommt die Art in Höhen von 1100 bis 2150 m und in Südostasien in Höhen von 480 bis 2000 m vor. Sie ernährt sich vor allem von Insekten.

## Fortpflanzung
Die Fortpflanzungszeit liegt im April und im Mai. Das kuppelförmige, aus Gras, dünnen Wurzeln und Blättern bestehende und dicht mit Federn ausgekleidete Nest wird auf dem Erdboden versteckt im Unterholz oder zwischen Falllaub gebaut. Das Gelege besteht aus drei bis vier Eiern, die weiß mit wenigen rötlich-braunen Flecken sind.

## Systematik
Die Fleckenbrust-Zaunkönigstimalie wurde 1874 durch den schottischen Ornithologen Arthur Hay unter dem Namen Troglodytes formosus (Familie Zaunkönige (Troglodytidae)) beschrieben. Typlokalität ist das indische Darjeeling. Später wurde die Art der Gattung Spelaeornis in der Familie der Timalien (Timaliidae) zugeordnet. Eine neuere phylogenetische Studie stellt die Art in eine basale Stellung innerhalb der Passerida ohne nähere rezente Verwandte. Die Autoren der Studie stellten für die Art deshalb die monotypische Familie Elachuridae auf. Bei einer jüngst in Laos entdeckten Population, der die weißen Flecken auf Brust und Kehle fehlen, könnte es sich um eine separate Unterart handeln.